# 飛んでイスタンブール
「飛んでイスタンブール」（とんでイスタンブール）は庄野真代の楽曲。5枚目のシングルとして、1978年4月1日にBLOW UP/日本コロムビアより発売された。

## 概要・背景
庄野の最大のヒット曲として知られており、シングルのオリコンセールスは46.3万枚。累計売上は60万枚を超える（80万枚とも）。
元々は筒美京平が野口五郎のために作った曲で、野口の音域などを意識しながら完成させた作品だった。しかし、仕上がり具合から筒美は「この曲は野口より女性ヴォーカルの方が合ってる」と判断し、結局はレコード化されることの無いまま、女性歌手用にストックされた。
1978年当時は昭和50年代に入ってからの円高も手伝い、日本人にとって海外旅行がようやく身近なものになっていた（若い日本人女性が海外に出始めた時期がこの頃である）。このような背景から、庄野の担当だった日本コロムビアの三野明洋ディレクター（当時）は、「無国籍なイメージの曲を」ということで筒美に作曲を依頼する。庄野の過去の楽曲を聴いた筒美は、ストックしてあったこの曲が庄野のヴォーカルに合うと確信し、ちあき哲也に作詞を依頼する。ちあきはメロディーに“イスタンブール”の語呂合わせを駆使した歌詞を付けてくる。さらに筒美はギリシャの民族楽器「ブズーキ」の使用を船山基紀に提案する。船山はそれを基調にイントロのフレーズやオブリガートを考え、全体をエキゾチックな雰囲気の楽曲に仕上げる。
庄野のレコーディングには筒美が立会い、最初は「好きなように歌ってください」と言っていたが、次第に「ここはこうで、ここはこうで」と注文をつけ始めた。各々の歌手の良さを引き出すような曲作りが筒美の信条だったため、それが上手く表現されることにやはりこだわりがあるようだった。特に締めのフレーズ「夜だけのパラダイス」の「パラダイス」の歌い方が何度やり直しても筒美は気に入らなかったようで、最後には「もうそれでいいです」と筒美の方が諦めてしまったが、庄野は2021年のインタビューで「正解はいまでもわかりません。永遠の課題です」と語っている。
本作は失恋した女性のセンチメンタル・ジャーニー（感傷の旅）を描いた歌である。歌詞に「飛んでイスタンブール 光る砂漠でロール」とあるが、トルコ最大の都市であるイスタンブールに砂漠は存在しない。庄野は、ヒットから2年後の1980年（昭和55年）にイスタンブールを初めて訪れたが、歌詞や楽曲のアレンジからイメージしていたエキゾチックな雰囲気と、実際のトルコの風景が全く違うことに驚き、その時の様子を、
と述べている。
なお、NHKで歌った時は「こんなジタンの空箱」という歌詞が『「ジタン」は（広告・宣伝放送を禁止した放送法83条1項及び日本放送協会定款51条に抵触する）たばこの商標である』という法律上の判断から「そんな煙草の空箱」と改変して歌った。
本作の大ヒットにより、日本におけるイスタンブールの知名度は飛躍的に上がり、日本人にとって「トルコといえば『飛んでイスタンブール』」と云われるほどトルコで一番有名な都市、地名となった。

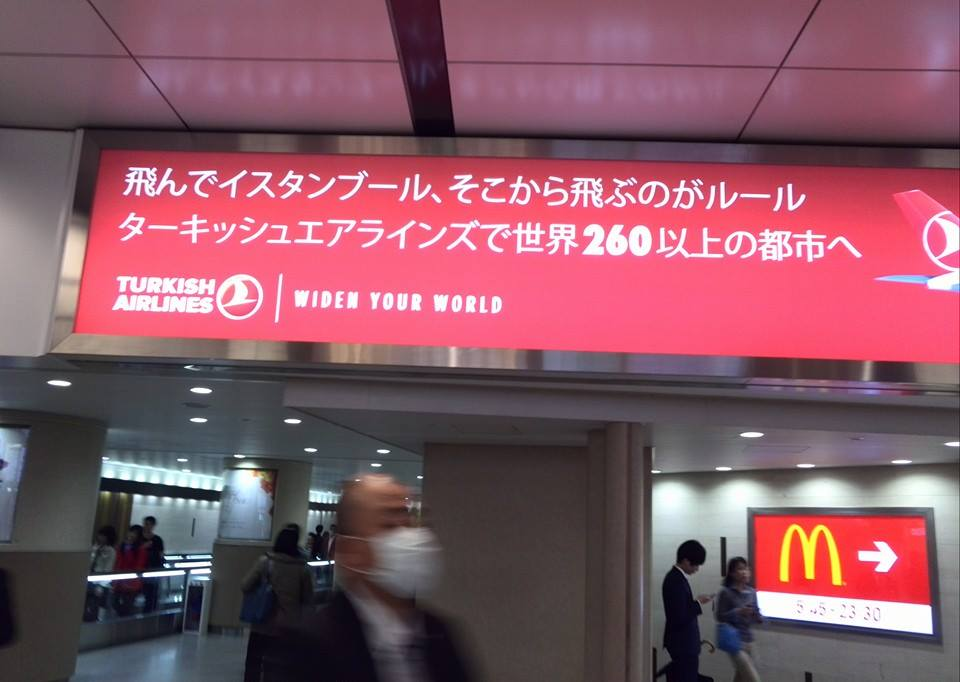
ターキッシュ エアラインズの広告。2015年4月6日大阪府大阪市北区で撮影。

発表当時は日本からイスタンブールへの直行便はなかったが、1989年に日本 - トルコ間にトルコ航空便が就航（現在、成田国際空港および関西国際空港 - イスタンブール・アタテュルク国際空港間を運航）した。2015年からはトルコのフラッグ・キャリア、ターキッシュ・エアラインズが、日本向けの宣伝に「飛んでイスタンブール、そこから飛ぶのがルール」と本作を意識し、韻を踏んだキャッチコピーを採用した。

## 記録・アートワーク
リリースから3か月後の7月3日付オリコンシングルチャートでトップ10にランクインした。その後も順位を上げ、7月24日付チャートで3位まで上昇した（最高位）。庄野初のヒット曲でかつ最大のセールスを記録する。8月28日付チャートでは『飛んでイスタンブール』が8位、次作『モンテカルロで乾杯』が7位となり、庄野の曲がトップ10に2曲同時ランクインした。庄野は本作のヒットで『第29回NHK紅白歌合戦』に初出場を果たした。
ジャケット写真は3種類あり、初回プレス分には雑誌の取材で撮影されたホットパンツ姿の写真が流用され、ヒットし始めてからようやく赤い服で両手を挙げているジャケット写真が撮影された。その後さらに赤い服で寝ている写真へと変更された。

## 収録曲
1. 飛んでイスタンブール
作詞：ちあき哲也／作曲：筒美京平／編曲：船山基紀
2. 潮風のサーファー
作詞：竜真知子／作曲・編曲：筒美京平

## カバー
飛んでイスタンブール
- 岩崎宏美（1978年12月20日・アルバム『ラブ・コンサート・パート2 〜ふたりのための愛の詩集〜』収録）
- 石川さゆり（1979年3月25日・アルバム『春一輪』収録）
- 小林幸子（1988年9月10日・アルバム『芸能生活二十五周年記念　飛翔』収録）
- 日野美歌（1991年11月25日・アルバム『Tastily』収録）
- チェリッシュ（1995年5月21日・アルバム『チェリッシュ ベスト・コレクション』収録）
- 米米CLUB
- 門倉有希
- 石原詢子・田川寿美
- Misono
- 里田まい
- 小柳ルミ子
- 林あさ美
- 荒牧陽子
- 夏川りみ
- 牧野雅己 (Vo:AKIKO)（2005年2月2日・アルバム『フラワーケース』収録）
- 森下玲可（2006年11月22日・アルバム『Romantic Woman Trance〜あゝ無情〜』収録）
- ARAHIS（2007年4月6日・アルバム『МЕЧТА(メチター)』収録）
- 秋川雅史（2007年7月11日・アルバム『筒美京平トリビュート the popular music』収録）
- 平山みき（2007年10月24日・アルバム『恋の気分で』収録）
- 山口かおる（2009年3月4日・アルバム『〜山口かおる歌謡曲集「哀愁フラメンコ」〜』収録）
- 柴田淳（2012年10月31日・アルバム『COVER 70's』収録）
- 八代亜紀（2013年11月20日・アルバム『カバーコレクション・シリーズ 八代亜紀〜日本のポップスを唄う〜』収録）
- ハン・ジナ（2017年6月7日・アルバム『時の記憶 〜カバー・コレクション〜』収録）
- 平原綾香
- 小出美里